# Simfonija broj 4 (Gustav Maler)
Četvrta simfonija u g-duru je simfonija koju je napisao Gustav Maler. Druga, Treća i Četvrta simfonija imaju zajednički naziv „Simfonije čarobni rog“ (Wunderhorn Symphonies), jer su zasnovane na ciklusu pesama „Dečakov čarobni rog“. Naime, u svakoj od ovih simfonija, Maler je iskoristio po jednu pesmu iz ovog ciklusa. 

## Kompozicija
Kompozicija je nastala u toku 1899-1900. godine, premijerno je izvedena u Beču sledeće godine pod dirigentskom palicom kompozitora, a revidirana je 1910. godine. U simfonijskom opusu Gustava Malera ova simfonija je najmanja, kako po orkestarskom sastavu, tako i po dužini trajanja. Ne zahteva trombone, kao ni bas-tube, a ostali instrumenti, iako zastupljeni, brojčano su mnogo manji. Dobro je razvijena jedino postava udaraljki (posebno bubnjeva, zvona i zvončića). I melodijski stil je u odnosu na ostale simfonije znatno prozračniji, nežniji, koncizniji. Četiri njena stava obrazuju celinu koja traje 57 minuta (samo ona i Prva traju kraće od sata). Od ljudskih glasova prisutan je samo sopran. Za razliku od Osme, nije zahtevna u pogledu instrumenata i ljudskih glasova, ali ima vrlo istančana pijanisima i za tačno izvođenje ovog dela, traži se da se posebno obrati pažnja ne na note, nego na reči, odnosno uputstva napisana slovima (na primer „piano, veliki ton“; „nežno izvlačeći“ ili „napred pa predahnuti“). Posle prve tri Malerove simfonije, ispunjene raskošnim intrumentalnim i glasovnim bojama, a pre tri zrele, čisto instrumentalne i u tonskom pogledu veoma bogate simfonije, Četvrta Malerova je poput jednog intermeca.

## Kritike
Majkl Kenedi, pisac knjige „Maler“ ističe da je ovo simfonija bez prepoznatljivog Malerovog klimaksa. Međutim, ipak postoji veliko finale obimnog Adađa, kada se nad slušaocima „otvara muzičko nebo”. 

## Karakteristike iz stava u stav
Prvi stav traje 17 minuta i nosi naziv Bedachtig, nicht ailen („Obazrivo, ne brzo“), koji upućuje na tempo. Već sam početak, timbr zvona, budi asocijacije na Božić. Gvido Gecela je ovaj momenat uporedio sa dolaskom anđela koji zvecka praporcima. Tada nastupa jedan odmereni melodijski uzlet, koga violončela pretvaraju u skokoviti marš. Timbr zvončića se dalje probija i preobražava stav u obilje valcerskih, lendlerskih i marševskih tema, nevinih, Mocartovski jednostavnih. U sredini stava, dramatičan prolom, poput gromova na noćnom nebu, budi asocijacije na snežno zimsko nevreme, ali i to timbr zvona preobražava u nevini zvuk, kao zov sa Božićne jelke. Olujni prolom se ponavlja, kao iz daljine i prelazi u jedan marš koji kulminira, potrctan udarima timpana, poput Novogodišnjeg slavlja na gradskom trgu. Marš se zatim smiruje i prelazi u jedan mirniji tok ispunjen muzikom zvona, temom koja se mogla čuti i u prvom delu stava. Sve se to sjedinjava u jedan stav, jednu muzičku celinu kojom Maler zapravo govori kakve su ga pojave i muzička obeležja njegovog vremena mučila i gušila. Provlači se i ideja smrti, jer su u njegovo vreme deca često umirala. Na kraju, marš iz uvoda ponovo nastupa i sa postupnim ubrzavanjem, burno okončava stav.
Drugi stav traje 9 minuta i 15 sekundi, a nosi oznaku In gemachlicher bewegung („U umerenom pokretu“). Ovaj stav je po karakteru skerco, a ispunjava ga jedan lendler. Osnovna tema stava je mrtvačka igra koju predvodi prva violina. Podešena je za sekundu više od osnovnog štimunga instrumenta i zvuči prodorno, ledeno. Solo violina, po Maleru, dočarava „prijatelja Hajna” koji je, prema pričama, vodio decu u večnost. To je zapravo muzički prikaz smrti sa srednjovekovnih ikona, gde personifikacija smrti svirajući na vijeli ili fidlu (gudačkom instrumentu, preteči violine), predvodi mrtvačku igru. Melodijski tok, igrački pokret, ujednačen je, bez ikakvog uzrujavanja. Mrtvačko kolo se priziva, kulminira, splasne, ponovo se priziva, uz zvonjavu noćnih crkvenih zvona dostiže kulminaciju i sa prvim zovom jutra, nestaje u daljini. Muzikolog Kardus je tvrdio da ga ovaj jezivi stav podseća na bacanje senki sveće po zidovima dečje sobe.  
Treći stav je najopsežniji deo Simfonije i jedan od najobimnijih adađa koje je Maler napisao uopšte. Traje 21 minut. To je lagani Ruhevol (Poco Adagio). Ispunjava ga blaženstvo i spokoj zimske večeri, kraj tople peći, kao pod Božićnom jelkom. Već u prvom njegovom delu, Maler se koristi oblikom kojim se služio Bah u svojim Goldberg Varijacijama, varirajući naizmenično dve teme koje donose violine, violončela i oboe. U tri maha, stav dostiže kulminaciju, a poslednja i najsnažnija, ukazuje na provalu oluje i bol nadolazećih Pesama umrloj deci. Na samom kraju ovog stava, „otvara se nebo“. Malerova „simfonijska deca“ tada, mogu da ugledaju samog Boga. Asocijacije na Božić se stišavaju u jednoj uspavanci koju predvodi harfa.
Četvrti i finalni stav traje 9 minuta i 45 sekundi i to je simfonijska pesma za sopran i orkestar, uz splet dečjih pesama. Nosi oznaku Sehr behaglich („Veoma bezbrižno“). Prvobitno je bio sedmi stav Treće Simfonije ali je Maler uvideo da snažnije i impresivnije deluje kao finale Četvrte. Tekst je uzet iz zbirke Dečakov Čarobni rog, koja je samom Maleru bila veliki životni uzor i ideal. Nakon marševskog, rafiniranog uvoda u orkestru, sopran peva o nebeskom blaženstvu, gde u dečjoj mašti, na nebu, deca, anđeli i sveci uživaju u obilju jela, začina, pića, plodova i divljači. Ipak, kao refren čuje se glas pokajanja koji govori o kršenju deset božjih zapovesti. Prema kraju, uz zvuke lakog marša, kombinovanog sa tonom uspavanke, muzika polako zamire. 

## Izvođači
- Simfonijski Orkestar iz Klivlenda, dirigent Džordž Sel. Sopran je Džudit Raskin.
- Orkestar Holandske Filharmonije, dirigent Hartmut Henšen. Sopran Aleksandra Koku.
- Orkestar Beogradske Filharmonije, dirigent Bojan Suđić. Sopran Ljudmila Gros - Marić.

## Spoljašnje veze
- Gatalica, Aleksandar. Bolesni kosmos divnih ideja : Gustav Maler, jedan vek kasnije.[мртва веза] Povelja. - ISSN 0352-7751. - God. 34, br. 3

(2004), str. 195-203.